# Bistra voda
Bistra voda (Klart vatten) representerade Bosnien-Hercegovina i Eurovision Song Contest 2009, som hölls i Moskva, Ryssland. Den är skriven av Aleksandar Čović, och framfördes av bandet Regina.